# Rhamnus ilicifolia
Rhamnus ilicifolia es una especie de arbusto de la familia Rhamnaceae. Se encuentra en el oeste de Norteamérica,  donde crece en muchos tipos de hábitats, incluidos el chaparral y las áreas boscosas,  desde Oregón a California, Baja California y Arizona.

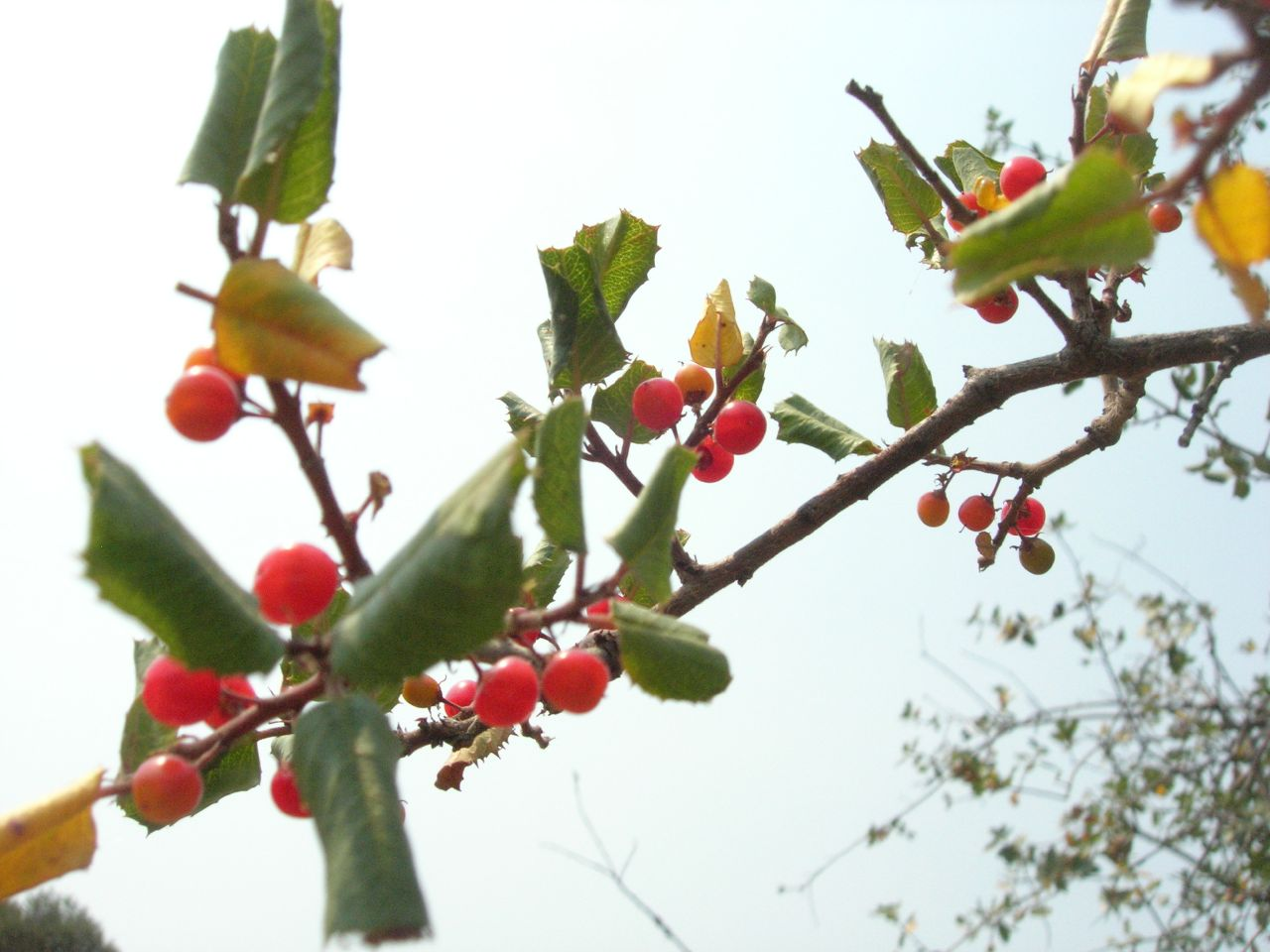
Frutos

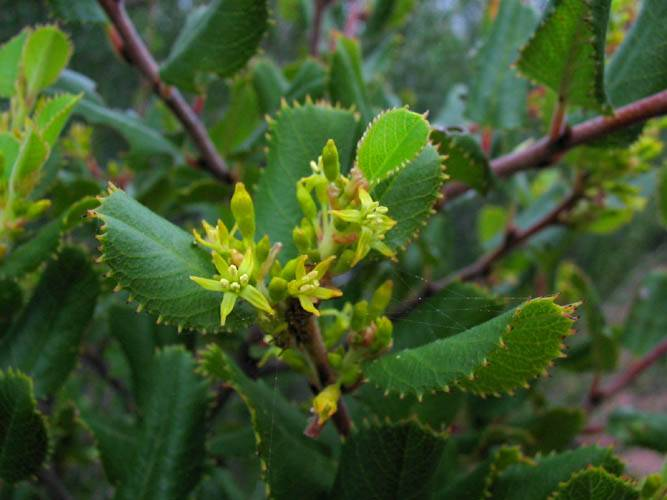
Detalle

## Descripción
Rhamnus ilicifolia es un arbusto de  cuatro metros de altura máxima. Las hojas son gruesas  de forma ovalada con las puntas redondeadas, que miden de 2 a 4 centímetros de largo. Los bordes tienen dientes espinosos. La inflorescencia es una flor solitaria o una umbela con hasta seis flores. La flor tiene cuatro puntiagudos sépalos y no tiene pétalos. El fruto es una drupa que madura a un color rojo brillante. Es de poco menos de un centímetro de ancho y contiene dos semillas.

## Taxonomía
Rhamnus ilicifolia fue descrita por Albert Kellogg y publicado en Proceedings of the California Academy of Sciences 2: 37, en el año 1863.
Etimología
Rhamnus: nombre genérico que deriva de un antiguo nombre griego para el espino cerval.
ilicifolia: epíteto latíno que significa "con las hojas de Ilex".
Sinonimia
- Rhamnus crocea subsp. ilicifolia (Kellogg) C.B. Wolf[4]